# Brouwershaven

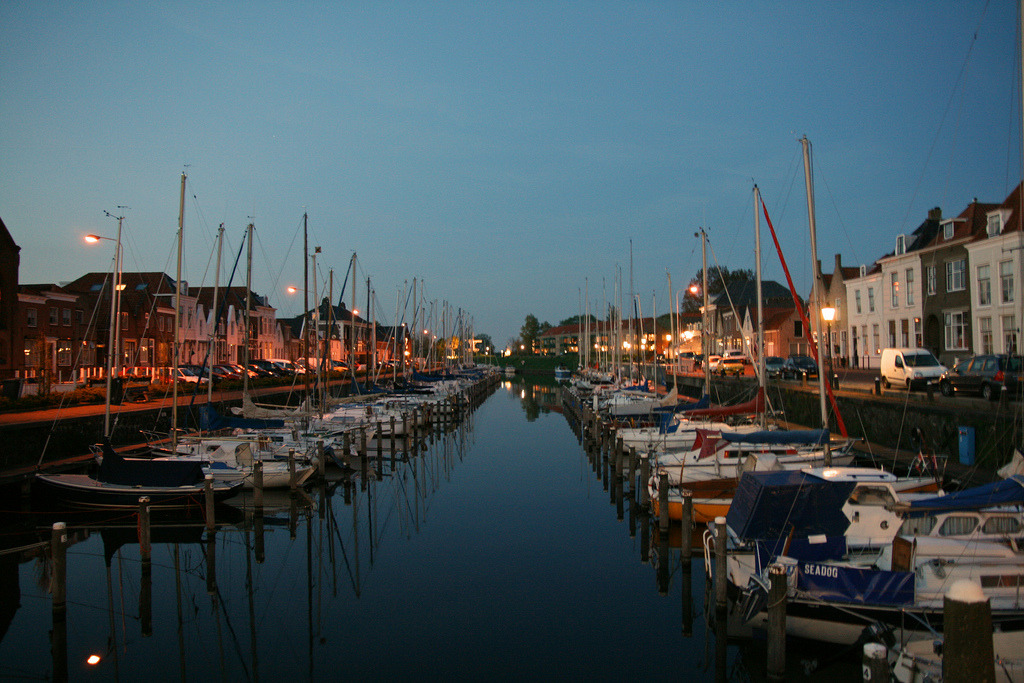
Vista del puerto.

Brouwershaven es una localidad del municipio de Schouwen-Duiveland, en la provincia de Zelanda (Países Bajos). Está situada a orillas del lago Grevelingen, unos 45 km al suroeste de Hellevoetsluis.
La población recibió el estatuto de ciudad en 1477.
- Datos: Q991009
- Multimedia: Brouwershaven / Q991009

1. ↑  Worldpostalcodes.org,código postal n.º 4318.